# The Whale
The Whale (dt.: „Der Wal“) ist ein US-amerikanischer Spielfilm von Darren Aronofsky aus dem Jahr 2022. Basierend auf dem gleichnamigen Theaterstück von Samuel D. Hunter erzählt das Drama von einem schwer adipösen Mann mittleren Alters, der sich seiner einst von ihm verlassenen Tochter wieder annähern möchte. Die Hauptrollen übernahmen Brendan Fraser und Sadie Sink.
Der im Seitenverhältnis 4:3 gedrehte Film wurde am 4. September 2022 bei den Internationalen Filmfestspielen von Venedig uraufgeführt und kam am 9. Dezember 2022 in die US-amerikanischen Kinos. In Deutschland wurde The Whale am 27. April 2023 veröffentlicht. Der Film gewann 2023 den Oscar für den besten Hauptdarsteller (Brendan Fraser) und das beste Make-up.

## Handlung
Der Film schildert fünf Tage (Montag bis Freitag) im Leben von Charlie, einem extrem fettleibigen, dadurch schwerstbehinderten und zurückgezogen in Idaho lebenden Englischlehrer. Er gibt Online-Schreibkurse, hält aber seine Webcam ausgeschaltet, um sein Aussehen zu verbergen. Seine einzige Freundin, Liz, ist Krankenpflegerin und kümmert sich um ihn. Sie drängt ihn dazu, ein Krankenhaus aufzusuchen, da die akute Gefahr einer Herzinsuffizienz besteht. Charlie behauptet, er könne sich keine medizinische Versorgung leisten.
Charlie wird auch von Thomas besucht, einem Missionar der New Life Church aus Iowa, der ihn mit der Botschaft Christi vertraut machen will. Charlie bestellt häufig Pizza und folgt dabei einer festen Routine mit dem Pizzalieferanten Dan, der die Pizza liefert und das Geld dafür aus dem Briefkasten holt; so muss Charlie sich ihm nicht zeigen.
Charlie hat seine Tochter Ellie seit acht Jahren nicht mehr gesehen; er will wieder mit ihr in Kontakt treten. Er bietet ihr die 120.000 Dollar auf seinem Bankkonto an, wenn sie ohne das Wissen ihrer Mutter Zeit mit ihm verbringt. Ellie willigt ein, als er ihr hilft, einen Schulaufsatz umzuschreiben. Er bittet sie, Texte in einem Notizbuch zu verfassen und diese ihm zu zeigen.
Charlies Gesundheitszustand verschlechtert sich zusehends; er sitzt im Rollstuhl. Liz ist über Missionar Thomas’ Besuche verärgert und schimpft mit ihm. Sie enthüllt, dass sie die Adoptivtochter des Pastors von New Life ist und dass Alan, Charlies verstorbener Freund, ihr Bruder war. Alans Selbstmord war der Grund, warum Charlie unkontrolliert zu essen begann.
Ellie gibt Charlie ein Schlafmittel in sein Essen. Nachdem er eingeschlafen ist, kommt Thomas an. Sie befragt ihn, während sie beide Marihuana rauchen, und nimmt seine Antworten am Handy auf, ohne ihn darüber zu informieren. Thomas gibt zu, dass er Geld aus seiner kirchlichen Jugendgruppe gestohlen hat und von zu Hause weggelaufen ist.
Mary, Charlies Ex-Frau und Ellies Mutter, kommt zu Besuch. Es kommt zu einem hitzigen Wortwechsel, bei dem Charlie den Betrag auf seinem Bankkonto offenbart, den er Ellie hinterlassen wollte, woraufhin Liz die Flucht ergreift, weil er sie darüber belogen hat, warum er sich einer medizinischen Behandlung entzog. Allein streiten sich Mary und Charlie über das Scheitern ihrer Ehe und ihr Versagen als Eltern. Es kommt heraus, dass Charlie Mary und Ellie verlassen hat, um mit Alan zusammen zu sein, was zur Scheidung und zur Entfremdung von Ellie führte. Als Mary geht, gibt Charlie zu, dass er sich von Ellie die Bestätigung erhofft, dass er „etwas in seinem Leben richtig gemacht hat“. Später in der Nacht, während einer routinemäßigen Pizzalieferung, sieht der Lieferfahrer Dan Charlie zum ersten Mal, nachdem er darauf gewartet hat, dass Charlie nach draußen geht, um einen Blick zu erhaschen. Geschockt rennt er davon. Daraufhin erleidet Charlie einen schweren Fressanfall, in dessen Verlauf er seinen Schülern eine E-Mail mit Schimpfwörtern schickt, in der er sie auffordert, die Klassenarbeit zu ignorieren und einfach „etwas Ehrliches“ zurückzuschreiben.
Thomas besucht Charlie ein letztes Mal, um ihm mitzuteilen, dass er wieder nach Hause zieht, nachdem Ellie sein Geständnis an seine frühere Jugendgruppe und Familie geschickt hat. Sie haben ihm vergeben und heißen ihn zu Hause willkommen. Er versucht, Charlie eine Predigt zu halten, aber Charlie weist Thomas zurecht, als er Alans Tod darauf zurückführt, dass er homosexuell ist.
In der nächsten Unterrichtsstunde erklärt Charlie, dass er aufgrund der von ihm gesendeten E-Mail ersetzt wird, und er liest einige der Beiträge der Schüler vor. Um ihre Ehrlichkeit zu erwidern, schaltet er zum ersten Mal seine Webcam ein. Die Schüler reagieren schockiert, und er erklärt ruhig, dass nur die ehrlichen Beiträge seiner Schüler wichtig sind. Charlie beendet daraufhin abrupt den Unterricht, indem er seinen Laptop gegen den Kühlschrank wirft.
Liz kommt zurück und tröstet Charlie, dessen Gesundheitszustand sich verschlechtert. Ellie kommt und konfrontiert ihn – eingangs wütend – mit einem Aufsatz, den er für sie umgeschrieben hat. Charlie hat ihn durch einen kritischen Aufsatz über Moby-Dick ersetzt, den sie in der achten Klasse geschrieben hat, da er ihn für den ehrlichsten Aufsatz hält, den er je gelesen hat. Ellie weist ihn zunächst zurecht, als er ein letztes Mal versucht, sich mit ihr zu versöhnen, doch auf Charlies Drängen hin liest sie den Aufsatz – nun schluchzend – laut vor.
Charlie steht auf und geht ohne Hilfe auf sie zu, was er bei Ellies erstem Besuch versucht hatte, als er von ihr dazu aufgefordert wurde, aber nicht schaffte. Als Ellie mit dem Lesen fertig ist, lächeln sich beide an, und Charlie beginnt zu schweben, während er von einem hellen weißen Licht eingehüllt wird.

## Rezeption

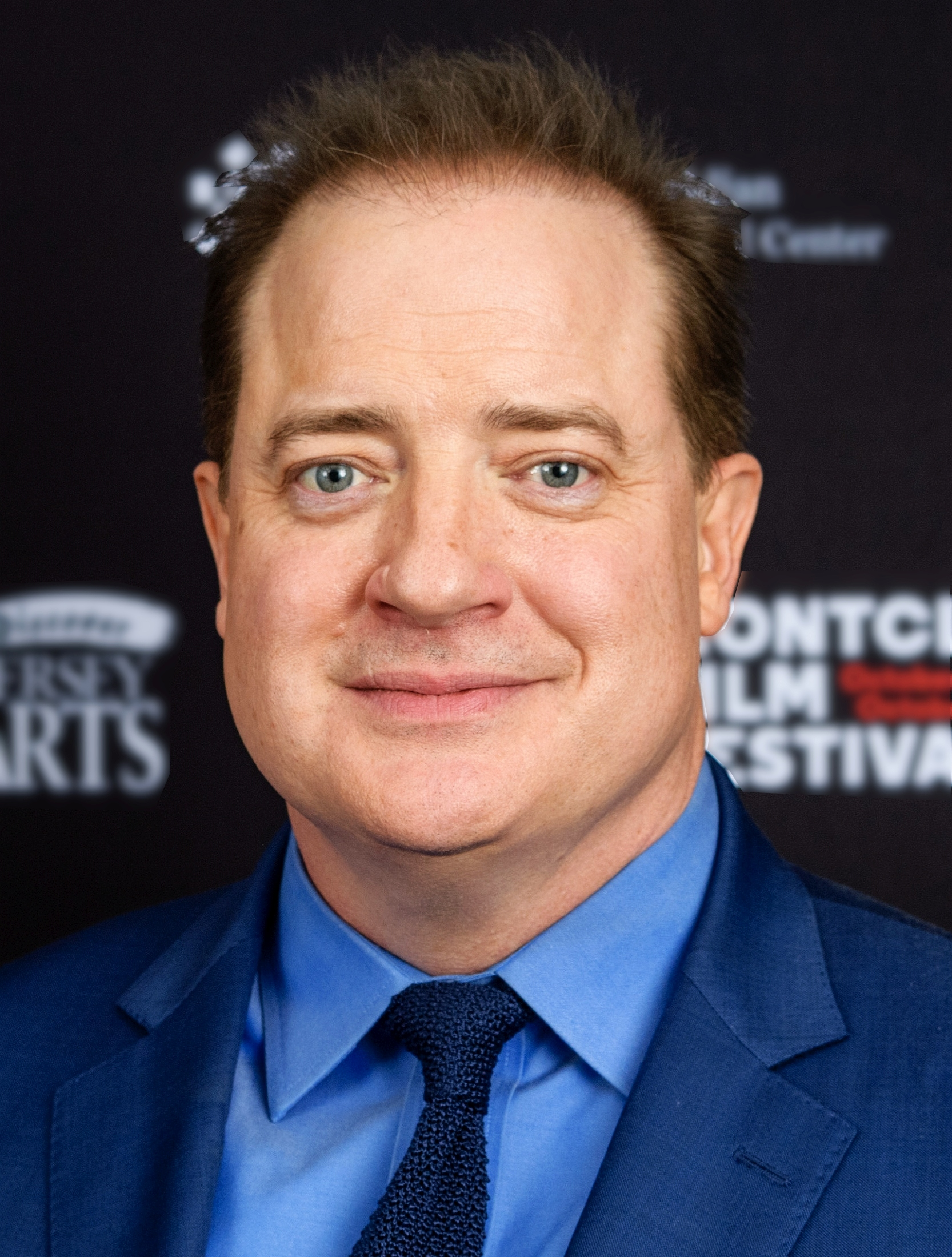
Hauptdarsteller Brendan Fraser (2022)

Noch vor Bekanntgabe eines Kinostarts wurde The Whale von amerikanischen Branchendiensten zu den möglichen Höhepunkten des Kinojahres 2022 gezählt und Hauptdarsteller Brendan Fraser als ein Kandidat für die Oscarverleihung 2023 gehandelt. Auch wurde Aronofskys Regiearbeit als möglicher Beitrag für das Filmfestival von Venedig im September 2022 ins Spiel gebracht. Tatsächlich wurde der Film ins Festivalprogramm aufgenommen, wo dieser am 4. September 2022 uraufgeführt wurde. Auch fand eine Präsentation eine Woche später auf dem Filmfestival von Toronto statt.
Ursprünglich war The Whale im September 2022 auch als Abschlussfilm des Fin Atlantic International Film Festivals im kanadischen Halifax vorgesehen. Ende August ließ die Festivalleitung ohne Angaben von Gründen verlauten, dass Aronofskys Film gegen Die Aussprache der kanadischen Regisseurin Sarah Polley ausgetauscht werde.
Von den bei Rotten Tomatoes aufgeführten mehr als 300 Kritiken sind 64 Prozent positiv („fresh“). Das Fazit der Seite lautet: „Zusammengehalten von der Wahnsinnsvorstellung Brendan Frasers, singt The Whale ein Lied der Empathie, das die meisten Zuschauer zum Grübeln bringen wird“. Filmstarts sprach in einer Kritik gar von einer Lehrstunde in Empathie und Menschlichkeit und bewertete den Film mit 4,5 von 5 Sternen. Auf der Website Metacritic erhielt The Whale eine Bewertung von 60 Prozent, basierend auf über 50 ausgewerteten englischsprachigen Kritiken. Dies entspricht „gemischte oder durchschnittliche Bewertungen“ („Mixed or average reviews“).
Für das Arthaus-Portal Programmkino.de attestiert Filmjournalist Dieter Oßwald dem Hauptdarsteller die Rolle seines Lebens: „Schauspielerisch gelingt „Die Mumie“-Star Brendan Fraser der ganz große Wurf: Hinter seiner ebenso monströsen wie makellosen Maske wirkt er wie einst John Hurt als der „Elefantenmensch“. Anders als bei den üblichen Fat-Suits funktioniert die Illusion hier perfekt bis in die Äderchen. Die emotionale Achterbahn zwischen Verzweiflung, Hass und Hoffnung, zwischen Schroffheit und Sensibilität präsentiert Fraser mit enormer Glaubwürdigkeit.“

## Auszeichnungen
The Whale wurde in der Filmpreissaison 2022/23 für über 150 internationale Film- bzw. Festivalpreise nominiert, von denen das Werk mehr als 40 gewinnen konnte. Vielfach ausgezeichnet oder nominiert wurde die Leistung von Hauptdarsteller Brendan Fraser. Zudem gewann der Film einen Oscar in der Kategorie Bestes Make-up und beste Frisuren.
| Filmpreis (Auswahl)                                 | Kategorie                                                 | Resultat  | Preisträger/ Nominierte                         |
| --------------------------------------------------- | --------------------------------------------------------- | --------- | ----------------------------------------------- |
| AACTA International Awards 2023                     | Bester Hauptdarsteller                                    | Nominiert | Brendan Fraser                                  |
| Artios Awards 2023                                  | Bestes Casting – Independent- oder Studiofilm – Filmdrama | Nominiert | Mary Vernieu, Lindsay Graham Ahanonu, Bret Howe |
| Black Film Critics Circle Awards 2022               | Bester Darsteller                                         | Gewonnen  | Brendan Fraser                                  |
| Black Film Critics Circle Awards 2022               | Bestes adaptiertes Drehbuch                               | Gewonnen  | Samuel D. Hunter                                |
| British Academy Film Awards 2023                    | Bester Hauptdarsteller                                    | Nominiert | Brendan Fraser                                  |
| British Academy Film Awards 2023                    | Beste Nebendarstellerin                                   | Nominiert | Hong Chau                                       |
| British Academy Film Awards 2023                    | Bestes adaptiertes Drehbuch                               | Nominiert | Samuel D. Hunter                                |
| British Academy Film Awards 2023                    | Bestes Make-up und Frisuren                               | Nominiert | Anne Marie Bradley, Judy Chin, Adrien Morot     |
| Chicago Film Critics Association Awards 2022        | Bester Hauptdarsteller                                    | Nominiert | Brendan Fraser                                  |
| Chicago Film Critics Association Awards 2022        | Beste Nebendarstellerin                                   | Nominiert | Hong Chau                                       |
| Critics’ Choice Movie Awards 2023                   | Beste Hauptdarsteller                                     | Gewonnen  | Brendan Fraser                                  |
| Critics’ Choice Movie Awards 2023                   | Beste Jungdarstellerin                                    | Nominiert | Sadie Sink                                      |
| Critics’ Choice Movie Awards 2023                   | Bestes adaptiertes Drehbuch                               | Nominiert | Samuel D. Hunter                                |
| Critics’ Choice Movie Awards 2023                   | Bestes Make-up und beste Frisuren                         | Nominiert | k. A.                                           |
| Filmfestival von Denver 2022                        | Rare Pearl Award                                          | Gewonnen  | Darren Aronofsky                                |
| Golden Globe Awards 2023                            | Bester Hauptdarsteller – Drama                            | Nominiert | Brendan Fraser                                  |
| Gotham Awards 2022                                  | Beste Hauptrolle                                          | Nominiert | Brendan Fraser                                  |
| Gotham Awards 2022                                  | Beste Nebenrolle                                          | Nominiert | Hong Chau                                       |
| Hollywood Music In Media Awards 2022                | Beste Filmmusik – Independentfilm                         | Nominiert | Rob Simonsen                                    |
| Las Vegas Film Critics Society Awards 2022          | Bester Hauptdarsteller                                    | Gewonnen  | Brendan Fraser                                  |
| London Critics’ Circle Film Awards 2023             | Bester Hauptdarsteller                                    | Nominiert | Brendan Fraser                                  |
| London Critics’ Circle Film Awards 2023             | Beste Nebendarstellerin                                   | Nominiert | Hong Chau                                       |
| Make-Up Artists and Hair Stylists Guild Awards 2023 | Beste Make-up-Spezialeffekte                              | Gewonnen  | Adrien Morot, Kathy Tse, Chris Galore           |
| Filmfestival von Mill Valley 2022                   | Publikumspreis – US-Kino                                  | Gewonnen  | Darren Aronofsky                                |
| Filmfestival von Montclair 2022                     | Preis der Jugendjury                                      | Gewonnen  | Darren Aronofsky                                |
| Nevada Film Critics Society Awards 2022             | Bester Hauptdarsteller                                    | Gewonnen  | Brendan Fraser                                  |
| New York Film Critics Online Awards 2022            | Beste Nebendarstellerin                                   | Gewonnen  | Hong Chau                                       |
| Online Film Critics Society Awards 2023             | Bester Hauptdarsteller                                    | Nominiert | Brendan Fraser                                  |
| Oscarverleihung 2023                                | Bester Hauptdarsteller                                    | Gewonnen  | Brendan Fraser                                  |
| Oscarverleihung 2023                                | Beste Nebendarstellerin                                   | Nominiert | Hong Chau                                       |
| Oscarverleihung 2023                                | Bestes Make-up und beste Frisuren                         | Gewonnen  | Adrien Morot, Judy Chin, Annemarie Bradley      |
| Philadelphia Film Critics Circle Awards 2022        | Bester Hauptdarsteller                                    | Gewonnen  | Brendan Fraser                                  |
| Phoenix Critics Circle Awards 2022                  | Bester Hauptdarsteller                                    | Gewonnen  | Brendan Fraser                                  |
| Phoenix Critics Circle Awards 2022                  | Beste Nebendarstellerin                                   | Nominiert | Hong Chau                                       |
| Phoenix Film Critics Society Awards 2022            | Bester Hauptdarsteller                                    | Gewonnen  | Brendan Fraser                                  |
| Phoenix Film Critics Society Awards 2022            | Bestes adaptiertes Drehbuch                               | Gewonnen  | Samuel D. Hunter                                |
| Producers Guild of America Awards 2023              | Darryl F. Zanuck Award – Beste Kinofilm-Produktion        | Nominiert | k. A.                                           |
| Satellite Awards 2023                               | Bester Hauptdarsteller                                    | Nominiert | Brendan Fraser                                  |
| Satellite Awards 2023                               | Bestes adaptiertes Drehbuch                               | Nominiert | Samuel D. Hunter                                |
| Screen Actors Guild Awards 2023                     | Bester Hauptdarsteller                                    | Gewonnen  | Brendan Fraser                                  |
| Screen Actors Guild Awards 2023                     | Beste Nebendarstellerin                                   | Nominiert | Hong Chau                                       |
| St. Louis Film Critics Association Awards 2022      | Bester Hauptdarsteller                                    | Gewonnen  | Brendan Fraser                                  |
| Filmfestival von Toronto 2022                       | TIFF Tribute Award for Performance                        | Gewonnen  | Brendan Fraser                                  |
| Filmfestival von Venedig 2022                       | Goldener Löwe – Bester Film                               | Nominiert | Darren Aronofsky                                |
| Filmfestival von Venedig 2022                       | Premio Leoncino d’Oro Agiscuola                           | Gewonnen  | Darren Aronofsky                                |
| Filmfestival von Venedig 2022                       | Premio CinemaSarà                                         | Gewonnen  | Darren Aronofsky                                |
| Filmfestival von Venedig 2022                       | Premio „Sorriso diverso“                                  | Gewonnen  | Darren Aronofsky                                |
| Filmfestival von Venedig 2022                       | Queer Lion                                                | Nominiert | Darren Aronofsky                                |
| Women Film Critics Circle Awards 2022               | Bester Hauptdarsteller                                    | Gewonnen  | Brendan Fraser                                  |

## Deutsche Fassung
| Rolle   | Darsteller       | Synchronsprecher |
| ------- | ---------------- | ---------------- |
| Charlie | Brendan Fraser   | Torsten Münchow  |
| Ellie   | Sadie Sink       | Laura Oettel     |
| Liz     | Hong Chau        | Franziska Endres |
| Thomas  | Ty Simpkins      | Rajko Geith      |
| Mary    | Samantha Morton  | Cathlen Gawlich  |
| Dan     | Sathya Sridharan | Patrick Schlegel |

Die Audiodeskription wird gesprochen von Nadja Schulz-Berlinghoff.